# Der Verlust
Der Verlust ist der Titel eines 1981 veröffentlichten Romans von Siegfried Lenz, der den Sprachverlust des Protagonisten Ulrich Martens aus seiner Innensicht und aus den Reaktionen seiner Umwelt, v. a. seiner Freundin Nora Fechner schildert.

## Inhaltsangabe
Ulrich Martens arbeitet als sprachlich eloquenter und kreativer Fremdenführer und findet bei seinen Gästen viel Anerkennung. Während einer Stadtrundfahrt absolviert er routiniert sein mit lustigen Anekdoten gefülltes Programm, fühlt sich plötzlich unwohl und muss die Führung dem Busfahrer übergeben (Kap.1). Er sucht Hilfe bei seiner Freundin Nora Fechner, mit der er seit einem Jahr zusammenlebt. Sie ist Angestellte bei der Städtischen Bücherei und kontrolliert an diesem Tag zuhause die Sünderkartei, als Ulrich bei ihr erscheint und ihr erzählt, wie schlecht es ihm gehe (Kap. 2). Sein Zustand verschlechtert sich schnell, er ist teilweise gelähmt und kann nicht mehr sprechen und verständlich machen, dass er Noras Zuwendung braucht. Nora ist verwirrt und der Situation nicht gewachsen und sie bittet ihre Vermieterin, die Lehrerin und Schulleiterin Frau Grant, die einen Hirnschlag vermutet, einen Krankenwagen zu rufen. Von jetzt an verlaufen die Handlungsstränge Noras und Ulrichs parallel nebeneinander.
Auch Noras Versuch, aus Martens Wohnung Kleidung für das Krankenhaus zu holen, ist erfolglos, weil sie in ihrer Nervosität das Türschloss nicht öffnen kann (Kap. 3). Deshalb bittet sie Ulrichs Bruder Frank, der im Museum Bilder restauriert, diese Aufgabe zu übernehmen und sich um Ulrich zu kümmern. Dieser glaubt nicht, dass dies im Sinne seines 11 Jahre jüngeren Bruders wäre, und erzählt ihr von ihrem Zerwürfnis. Vor 16 Jahren hat er dessen ehemalige Freundin Hilde geheiratet, nachdem sie sich wegen seines lockeren Lebensstils, seiner Vorliebe für Provisorien und seiner Eifersucht von ihm getrennt hatte (Kap. 3). Deshalb bittet Nora Frau Grant, das für Martens Notwendigste in die Klinik zu bringen.
Der Arzt Dr. Nicolai vermutet, dass Ulrichs Gehirn nicht geschädigt ist und er unter einer Form der Aphasie leidet, d. h. nicht artikulieren kann und deshalb seine Wünsche schriftliche mitteilen muss. Ulrich ist enttäuscht, dass Nora ihn nicht besucht und fühlt sich unverstanden und isoliert. Deshalb lässt Nicolai Nora durch Frau Grant auszurichten, ihr Freund wolle ihr offenbar etwas Entscheidendes mitteilen und deshalb sei ihr Besuch der wichtigste „therapeutischer Mobilisierungsversuch“ (Kap. 4). Als Frank Martens unerwartet das Zimmer mit einer Blumenschale betritt, wendet sich der Kranke von ihm ab und schluchzt. Seine weiteren Versuche, mit Ulrich Kontakt aufzunehmen, werden deshalb von Nicolai nicht erlaubt. Der Arzt trainiert täglich mit Ulrich das Erkennen und schriftliche Benennen von Gegenständen sowie die Mitteilung seiner Wünsche über Notizzettel. Dies gelingt ihm immer besser, jedoch kann er nicht den Erwartungen seiner ihn besuchenden Kollegen entsprechen, einige Wörter auszusprechen, bringt zu ihrem und seinem Entsetzen nur einen gurgelnden Laut heraus und bricht frustriert ab (Kap. 6).
Noras Schock hängt mit der Erinnerung an das lange Krankenlager und den Tod ihres Freundes Robert zusammen, mit dem sie ein gemeinsames Leben geplant hatte. Sie kennt Ulrich seit einem Jahr und ist noch auf der Suche nach Gemeinsamkeiten. Z. B. möchte sie in freier Landschaft leben, um sich selbst zu erfahren, während für ihn das Landleben etwas Endgültiges und Unwiderrufbares hat und er nach neuen Existenzformen sucht. Hildes Trennungsgründe von Ulrich bestätigen Noras Vorbehalte und jetzt ist für sie durch die Erkrankung eine Kommunikation über die Grundlagen einer Partnerschaft in Frage gestellt. Sie durchsucht ihre Wohnung nach Kleidungsstücken des Freundes und allen Hinterlassenschaften, die sie an ihn erinnert, und packt sie aus ihrem Blickfeld weg in Schränke und Schubladen. Dem Besuch Ulrichs im Krankenhaus weicht sie zuerst aus und informiert sich in der Bibliothek über die Themen Sprache, Sprechen, Sprachstörungen und die Chancen einer Heilung (Kap. 5). Gerade an dem Tag, an dem sie sich entschließt, zu Ulrich zu gehen, rufen ihre Eltern sie um Hilfe. Seit 30 Jahren wohnen sie in einer Betriebswohnung, die ihnen jetzt nach einem Wechsel der Besitzer gekündigt wurde. Anstelle ins Krankenhaus zu gehen, fährt sie für einige Tage zu ihren Eltern und beruhigt sie, da sie einen zweijährigen Kündigungsschutz haben.
Nach Noras Rückkehr von ihren Eltern besucht Dr. Nicolai sie in ihrer Wohnung, um ihr einen gläsernen Schlüsselanhänger Ulrichs, einen in einem zweiten gefangenen Fisch, und Zettelbriefe zu überbringen. Der Arzt berichtet ihr von der Verbesserung seiner körperlichen Verfassung und erklärt ihr, dass der Sprachverlust vom Patienten v. a. als seelische Katastrophe, als Weltverlust, empfunden werde, und der Ulrich ihre Hilfe brauche. Noras Frage, ob die Krankheit das Wesen des Patienten verändere, kann Nicolai nicht beantworten. Auf den Blättern entschlüsselt Nora die Botschaft, sie solle in Martens Wohnung ziehen und auf ihn warten. Sie reagiert darauf mit einer Beklemmung von „schmerzhafter Undurchdringlichkeit“ (Kap. 7) und entschließt sich endlich zu einem Besuch, um Ulrich persönlich mitzuteilen, dass sie nicht umziehen und erst die Entwicklung abwarten will, doch bei ihrem Eintreffen hat er das Krankenhaus ohne Abmeldung verlassen und versucht sie in ihrer Wohnung und an ihrem Arbeitsplatz finden (Kap. 8).
Auf ihrem Heimweg von der Bücherei spricht Frank Martens Nora an und bittet sie, da er keine Besuchserlaubnis erhält, Ulrich ein Päckchen zu bringen. Um es zu holen, begleitet sie ihn zu seinem Haus (Kap. 10). Dort übernimmt dessen Frau Hilde das Gespräch. Sie bedauert Ulrichs Sprachverlust, seine wichtigste Qualität. Obwohl Frank ihn lange Zeit finanziell unterstützt habe, verweigere er seit ihrer Heirat jeglichen Kontakt. Das Päckchen enthalte alte Überweisungen, die Ulrich lesen solle. Nora reagiert darauf beklommen und verabschiedet sich schnell, doch Hilde will sie unbedingt mit dem Auto in ihre Wohnung bringen und erzählt während der Fahrt von ihrer gescheiterten Beziehung zu ihm und kritisiert seine Unbeständigkeit. Er habe sein Medizinstudium abgebrochen und sie, die Lehrertochter, zur Aufgabe ihrer Pädagogik-Ausbildung gedrängt. Man müsse offen sein für Neuanfänge. Sie bezeichnet Ulrichs häufige Berufswechsel, z. B. als Vogelwart, Übersetzer und Verkäufer in einer Buchhandlung, als „Tramp-Fahrt auf höchster Ebene“ und Provisorium als Dauerzustand: „Wer nichts erreichen will, kann nicht Verlierer sein […] Uli hatte keine Lust, sich zu stellen; und das war der Grund, warum er nichts erreichen wollte.“ Nora hört alles schweigend an, fordert Hilde plötzlich auf, am nächsten Taxistand anzuhalten und steigt grußlos aus. Sie denkt an ihre glückliche Zeit mit Ulrich und glaubt, dass er sie in ihrer Wohnung suche. Zu Hause angekommen, bereitet sie seine Ankunft vor, „mit dem Gefühl, wiederhergestellt zu sein und etwas, das sie sich wünschte, aus eigener Kraft herbeiführen zu können“ (Kap 10). In Gedanken gestaltet sie Ulrichs Wohnung für ein Zusammenleben um.
Nach seiner Flucht aus der Klinik versucht Ulrich vergeblich, Nora zu treffen, zuerst in seiner Wohnung, dann in der Bücherei und schließlich bei ihren Eltern (Kap. 9). Er kann mit Hilfe eines Stockes humpelnd gehen und macht sich mit Gesten und auf Zetteln geschriebenen Wörtern verständlich, aber ihm wird ständig schmerzlich bewusst, dass er nicht telefonieren und differenziert kommunizieren kann. Auf seinem Weg durch die Stadt stößt er oft auf Unverständnis und Spott und er wird sich seiner Ausgrenzung als Behinderter bewusst: „Die vergeblichen Versuche, Worte zu finden für den eigenen Zustand. Die wachsende Furcht. […] Das Gedächtnis stand ihm nicht bei […] Uli hatte das Gefühl, sich selbst nicht mehr erreichen zu können.“ (Kap. 11). Deshalb will er in die Klinik zurückkehren. Auf dem Weg meint Ulrich Nora zu sehen, wie sie mit einem Mann in ein Stadion geht. Er folgt ihr mühsam durch die Menschenmenge, bemerkt seinen Irrtum, kann sich nicht verständlich machen und wird beschimpft. Nach dem Verlassen des Stadions bricht er zusammen und verliert das Bewusstsein (Kap. 9). Ein Polizist findet ihn und bringt ihn, da er seine Papiere verloren hat, zu einer Revierwache. Von dort wird er, nach seiner Identifizierung durch eine Suchmeldung, ins Universitätskrankenhaus transportiert (Kap. 11).
Nora hat ihre Entscheidung getroffen und dadurch an Selbstbewusstsein gewonnen. Sie besucht Ulrich in der Klinik und sagt ihm, dass sie mit ihm in eine neue größere Wohnung ziehen möchte. Ulrich freut sich, denn er hatte Angst, dass Nora nicht die Kraft für ein Zusammenleben haben könnte. Dennoch schreibt er, dass er kein Mitleid wolle. Sie gibt ihm zu verstehen, dass sie über diese Botschaft traurig ist, will ihm aber von jetzt an nicht alles ersparen. In seinem Gesicht glaubt sie „einen schwachen Ausdruck von schmerzlicher Resignation“ zu erkennen: „[S]ie fühlte, wie fremd er sich selbst geworden war, und […] dass er darunter litt. Nicht einmal gegen sich selbst konnte er sich in diesem Moment wehren - soviel hatte er verloren“ (Kap. 12).
In einer Nebenhandlung wird die Beziehung Noras und ihrer Vermieterin Frau Grant erzählt, die sich in der Zeit der Verunsicherung um Nora kümmert und als starke Person wirkt, z. B. als sie der Familie Beutin Mut zuspricht (Kap. 5). Deren Sohn Hubert, ein ehemaliger Schüler von Frau Grant, ist nach der Zeugnisausgabe verschwunden. Kurze Zeit später, als sie von der Erdrosselung Huberts erfährt, erlebt Nora sie, ebenso wie sie zuvor, als verletzbar und hilfsbedürftig.

## Adaption
Am 5. Oktober 2015 zeigte das ZDF den nach Motiven des Romans gedrehten Film Der Verlust.

## Ausgaben
- Der Verlust. Hoffmann und Campe, Hamburg, 1981. ISBN 3-455-04244-9 (Gebundene Erstausgabe)
- Der Verlust. dtv, München 1985. ISBN 978-3-423-10364-0 (Taschenbuch)